# ولید عبدالمقصود
ولید عبدالمقصود (انگلیسی: Walid Abdel Maksoud؛ زادهٔ ۱۴ ژوئن ۱۹۷۹) بازیکن هندبال اهل مصر بود.